# 阿勒尔河
阿勒尔河（德語：Aller，發音：[ˈalɐ] ⓘ）位于德国北部萨克森-安哈尔特州和下萨克森州，发源于马格德堡平原的万茨莱本-伯尔德，自东向西，最终在费尔登注入威悉河，全长211公里。
阿勒尔河途经的主要城镇有：厄比斯费尔德-韦弗林根、沃尔夫斯堡、吉夫霍恩、策勒、雷特姆、费尔登。